# Donald Quan
Donald Quan (né en 1962) est un compositeur et un musicien canadien jouant du violon alto, du clavier et du tablâ. Il a notamment joué dans le concert de Loreena McKennitt, dont le DVD et le double CD sont sortis en 2007. Il a aussi composé les génériques des séries télévisées Sydney Fox, l'aventurière et Mutant X.